# Hunter × Hunter
Hunter × Hunter (ハンター×ハンター, Hantā Hantā) és una sèrie de shōnen manga escrita i il·lustrada per Yoshihiro Togashi i que compta també amb una adaptació a l'anime. El primer capítol de Hunter × Hunter fou publicat el març del 1998, en la revista japonesa Weekly Shōnen Jump. El manga ha continuat la seua serialització i actualment ha arribat als 280 capítols; això no obstant, la història de la publicació del manga de Hunter × Hunter has estat farcida d'aturades; la més llarga va durar un any i mig, entre febrer del 2006 i octubre del 2007. Aquestes aturades se solen atribuir que l'autor pateix d'una malaltia no especificada. En el capítol 280, el còmic està de nou aturat, per que l'autor tingui temps per preparar els pròxims deu capítols.

## Argument
Dotze anys abans del començament de la història, Ging Freecss deixa al seu fill acabat de néixer, Gon, amb la seva tieta, Mito, a l'Illa Balena. Gon, a qui se li havia dit durant tota la seva vida que els seus pares havien mort, s'assabenta d'un aprenent de Ging, Kite, que el seu pare encara és viu i s'ha convertit en un consumat Caçador, una persona que ha demostrat la seva validesa mitjançant l'examen per a esdevenir membre d'una elit de la humanitat, amb una llicència que permet anar a qualsevol part del món o fer qualsevol cosa.
Tot i que el seu pare va abandonar Gon amb els seus familiars amb la finalitat d'assolir els seus somnis, Gon es decideix a seguir els passos del seu pare, passar l'examen de Hunter, i, finalment, trobar al seu pare, per tal de demostrar-se a si mateix que és un caçador vàlid i legítim.

## Crítica
Els divulgadors catalans Estrada i Bernabé van incloure Hunter × Hunter a la seva selecció de 501 mangues ressenyats al llibre 501 mangas que leer en español. Els autors, qualifiquen el manga de «tota una referència del shōnen de les últimes dècades». No obstant, si bé la sèrie comença amb els habituals trets d'un shōnen, la trama es va complicant enormement, fins al punt que cataloguen la saga "Grid Island" com a «una de les més complicades de la història del manga».